# Sinularia halversoni
Sinularia halversoni är en korallart som beskrevs av Verseveldt 1974. Sinularia halversoni ingår i släktet Sinularia och familjen läderkoraller. Inga underarter finns listade i Catalogue of Life.